# Casa de la Vila de Sidamon
Casa de la Vila de Sidamon és un monument del municipi de Sidamon (Pla d'Urgell) inclòs en l'Inventari del Patrimoni Arquitectònic de Catalunya.

## Descripció
Edifici públic on es desenvolupen les tasques pròpies de l'administració local. Fou construït en dues fases (1983 i 1984) seguint el projecte desenvolupat per l'arquitecte de Barcelona, Josep Lluís Mateo. Interiorment l'edifici es desenvolupa en planta baixa i dos pisos d'alçada. L'element que distribueix l'espai interior i que determina les circulacions és l'escala. En planta baixa es troba la sala d'actes; a la planta 1a la secretaria, l'arxiu administratiu i els serveis; la planta superior és ocupada per despatxos. En definitiva, però, és un edifici més aviat de dimensions reduïdes, les quals, a més a més, es veuen minvades per l'extraordinari pes que s'emporta l'escala. Quan a nivells d'acabats, hem de dir que tant l'interior com l'exterior segueixen un mateix criteri en la línia modernista actual: la bellesa ve determinada pel mateix material i per la seva combinació amb d'altres, produint jocs de llum i contrastos d'espais massissos i buits. L'element ornamental és absent i cal trobar-ho en aquests jocs de materials. L'efecte resultant en aquest edifici és una façana austera, equilibrada i elegant.